# Peperomia globulanthera
Peperomia globulanthera är en pepparväxtart som beskrevs av C. Dc.. Peperomia globulanthera ingår i släktet peperomior, och familjen pepparväxter. Inga underarter finns listade i Catalogue of Life.